# Wulan'aodao
Wulan'aodao (kinesiska: 乌兰敖道, 乌兰敖道苏木) är en socken i Kina. Den ligger i den autonoma regionen Inre Mongoliet, i den norra delen av landet, omkring 960 kilometer öster om regionhuvudstaden Hohhot.
Genomsnittlig årsnederbörd är 668 millimeter. Den regnigaste månaden är juni, med i genomsnitt 147 mm nederbörd, och den torraste är januari, med 5 mm nederbörd.